# Liste der Stolpersteine in Leoben

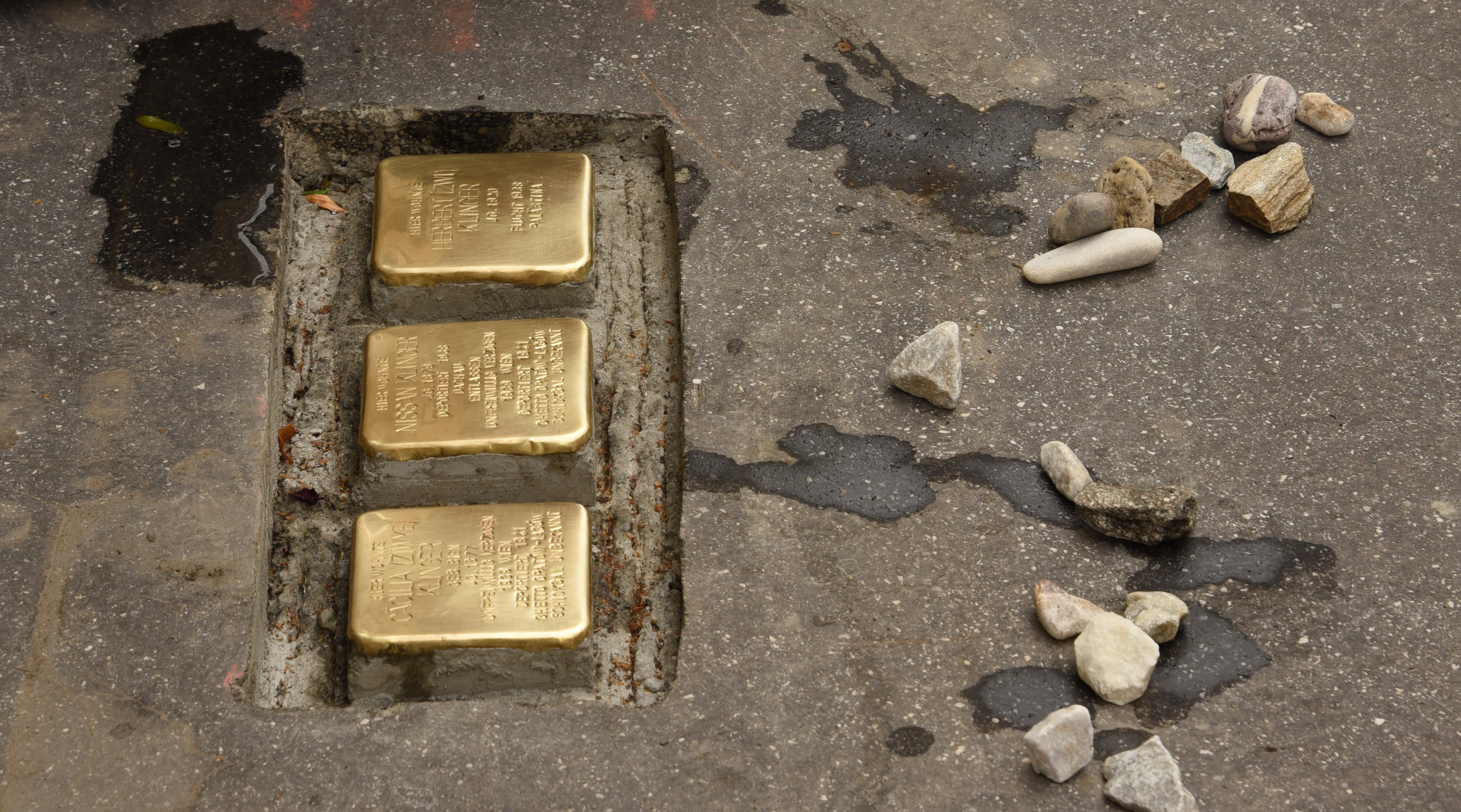
Stolpersteine für Familie Klinger

Die Liste der Stolpersteine in Leoben enthält Stolpersteine, die an das Schicksal der Menschen erinnern, die von den Nationalsozialisten in Leoben ermordet, deportiert, vertrieben oder in den Suizid getrieben wurden. Die Stolpersteine werden in der Regel von Gunter Demnig verlegt und liegen vor dem letzten selbstgewählten Wohnsitz des Opfers.
Die erste Verlegung in dieser Stadt erfolgte am 27. November 2018.

## Liste der Stolpersteine
In der Bezirkshauptstadt Leoben wurden 26 Stolpersteine an elf Adressen verlegt.
| Stolperstein | Inschrift | Verlegeort                                      | Name, Leben |
| ------------ | --- | ----------------------------------------------- | --- |
|              | HIER WOHNTE ALOIS ANDREJOWITSCH JG. 1931 DEPORTIERT 1944 JUGEND-KZ MORINGEN BEFREIT | Nagelschmiedgasse 7 Göss                        | Alois Andrejowitsch (1931–?) |
|              | HIER WOHNTE CÄCILIA ANDREJOWITSCH GEB. HENÖKL JG. 1909 IM WIDERSTAND / KPÖ VERHAFTET 11.7.1944 VON GESTAPO MISSHANDELT DEPORTIERT 1944 RAVENSBRÜCK TODESMARSCH 1945 MALCHOW / GEFLOHEN      | Nagelschmiedgasse 7 Göss                        | Cäcilia Andrejowitsch, geborene Henökl (1909–?) |
|              | HIER WOHNTE FERDINAND ANDREJOWITSCH SEN. JG. 1899 IM WIDERSTAND / KPÖ ÖSTERR. FREIHEITSFRONT VERHAFTET 1934 'SCHUTZHAFT' 1944 VON GESTAPO MISSHANDELT DEPORTIERT 1944 MAUTHAUSEN, BEFREIT   | Nagelschmiedgasse 7 Göss                        | Ferdinand Andrejowitsch sen. (1899–?) |
|              | HIER WOHNTE FERDINAND ANDREJOWITSCH JG. 1930 DEPORTIERT 1944 JUGEND-KZ MORINGEN BEFREIT | Nagelschmiedgasse 7 Göss                        | Ferdinand Andrejowitsch jun. (1930–?) |
|              | HIER WOHNTE MATHILDE AUFERBAUER GEB. MACHER JG. 1908 IM WIDERSTAND (KPÖ) ÖSTERR. FREIHEITSFRONT VERHAFTET 12.7.1944 DEPORTIERT 1944 RAVENSBRÜCK FLUCHT APRIL 1945 DÄNEMARK, SCHWEDEN        | Franz Josef-Straße 14 ·                         | Mathilde Auferbauer, geborene Macher, wurde am 15. Februar 1908 in Sankt Peter-Freienstein im Bezirk Leoben geboren. Ihre Eltern waren der Donawitzer Fabriksarbeiter Jakob Macher und seine Frau Agnes. Sie wurde Kindergärtnerin, schloss sich der KPÖ an und engagierte sich im Widerstand – bereits gegen den Ständestaat, später gegen die Hitler-Diktatur. Am 15. Dezember 1935 heiratete sie den Buchhändler und Verleger Karl Auferbauer. Sie beteiligte sich in der Leobner Widerstandsgruppe, half bei Herstellung und Verbreitung von Propagandamaterial und stellte ihre Wohnung zur Verfügung – für geheime Treffen und als Unterkunft für Verfolgte. Da Mathilde Auferbauer an Rückenproblemen litt, ließ sie diese in Bad Tatzmannsdorf kurieren. Die Gestapo spürte sie im Juli 1944 im Kurort auf, verhaftete, verschleppte, verhörte und folterte sie: „Namen wollten sie von mir wissen. Auf der Gestapo, in Graz. Ich hab aber nicht gesprochen. Da hat mir der eine mit dem Stock übers Kreuz geschlagen, mir wurde schwarz vor den Augen. [...] Ich hab nicht mehr gehen können. Auf einer Tragbahre bin ich auf Transport, zuerst im Auto, später im Viehwaggon. Auf der Tragbahre haben mich die Frauen ins Lager getragen. Ein SS-Mann stand dort, am Tor von Ravensbrück, mit einer Peitsche und einem Hund.“ Die Lähmungserscheinungen blieben. Von November 1944 bis April war sie im KZ Ravensbrück interniert. Sie wurde mit der Nummer 85.228 registriert und war durchgehend im Krankenrevier untergebracht. Die Linkswende schreibt, sie habe nur dank der Opferbereitschaft ihrer Mitgefangenen überlebt. Im Februar 1945 wurde dort eine provisorische Gaskammer errichtet, in der bis Ende März 2.300 bis 2.400 Häftlinge getötet wurden. Sie stand mehrfach vor der Vergasung. Bei einem Fluchtversuch nutzen andere Häftlinge die Ablenkung Mathilde Auferbauer in einen anderen Block zu bringen. Dort trug sie Kopftuch, Augengläser und ihre Haare färbte sie sich mit Ruß. Sie bekam Papiere einer verstorbenen Französin. Am 26. April 1945 kam sie im Rahmen der Aktion Bernadotte frei, unter dem Namen der Französin. Sie wurde von den skandinavischen Rettungsorganisationen über Dänemark nach Schweden gebracht. Damals wog sie nur noch 39 Kilogramm. In Schweden wurde sie behandelt, ihr Rückgrat blieb jedoch verformt. Im Mai 1946 kehrte Mathilde Auferbauer über Prag in die Steiermark zurück und lebte in Göss bei Leoben. Der Verlag ihres Mannes, der in den unmittelbaren Nachkriegsjahren erfolgreich einige Bücher herausgeben konnte, geriet in eine Krise und musste geschlossen und die Buchhandlung verkauft werden. Mathilde Auferbauer wurde in den sogenannten Nachkriegsjahren mehrfach Opfer von bürokratischen Schikanen, beispielsweise wurde im Jahr 1954 ihre Erwerbsminderungseinstufung von 75 % auf 50 % herabgesetzt. Die Folge war eine Rentenkürzung. Sie dürfte daraufhin den Kontakt zu Behörden vollständig abgebrochen haben. Karl Auferbauer starb am 7. Juni 1988, Mathilde Auferbauer am 3. Januar 1993. |
|              | HIER ARBEITETE CHRISTL BERGER JG. 1922 IM WIDERSTAND / KPÖ VERHAFTET 11.7.1944 DEPORTIERT 1944 RAVENSBRÜCK BEFREIT                                                                          | Hauptplatz 1 (Altes Rathaus)                    | Christl Berger, später verehlichte Wagner, wurde 1922 geboren und wuchs in Leoben-Donawitz auf. Früh lernte sie durch Eltern und Freunde sozialistische Ideen und Organisationen kennen. Nach der Annexion Österreichs im März 1938 wurde sie zu Arbeitsdienst und Kriegshilfsdienst verpflichtet. 1942 bekam sie eine Stelle im Leobner Meldeamt, erlangte von bevorstehenden Verhaftungen Kenntnis und warnte die Betroffenen. Schritt für Schritt wurden ihr weitere Aufgaben im obersteirischen Widerstand übertragen. Sie versorgte Partisanen in ihren Verstecken mit Lebensmitteln, Zigaretten und Medikamenten. Auf dem Rückweg brachte sie Flugblätter in die Stadt. Sie wurde verraten, verhaftet und schwer misshandelt. Im September 1944 wurde sie in das KZ Ravensbrück deportiert, gemeinsam mit sieben anderen Frauen aus Leoben. Im Nebenlager Magdeburg-Polte wurde sie zur Zwangsarbeit in der Rüstungsindustrie eingeteilt. Die „Leobnerinnen“ unterstützten sich gegenseitig und trafen einander auch noch lange nach der Befreiung. 1945 erfuhr sie, dass ihre Eltern, beide ebenfalls Widerstandskämpfer, vom NS-Regime ermordet worden waren. Sie kümmerte sich um ihre jüngeren Brüder, heiratete ihren Jugendfreund Toni Wagner, auch er Widerstandskämpfer, und bekam eine Tochter. Die Eheleute waren weiterhin in der KPÖ engagiert. Christl Wagner war auch für die Lagergemeinschaft Ravensbrück tätig. 1968, nach dem Einmarsch sowjetischer Truppen in Prag, brach sie mit der Partei. Zuletzt lebte sie in einem Pensionistenheim in Leoben. Sie starb am 16. August 2007. |
|              | HIER ARBEITETE ROMAN CEBAUS JG. 1892 IM WIDERSTAND ÖSTERR. FREIHEITSFRONT VERHAFTET JULI 1944 DEPORTIERT MAUTHAUSEN-GUSEN ERMORDET 12.11.1944                                               | Lorberaustraße 11 ·                             | Roman Cebaus, am 4. Februar 1892 in Leoben geboren, war Schulwart in Donawitz. Ursprünglich sozialdemokratisch, wurde er im Austrofaschismus illegal innerhalb der KPÖ aktiv. 1943/1944 stellte er wiederholt Räume der Volksschule für Treffen der Österreichischen Freiheitsfront zur Verfügung. Während einer Verhaftungswelle gegen Unterstützer der ÖFF im Sommer 1944 wurde Cebaus festgenommen und am 20. September ins KZ Mauthausen deportiert. Von dort wurde er ins KZ Gusen überstellt, wo er am 12. November ermordet wurde. |
|              | HIER WOHNTE CÄCILIA (ZIWYE) KLINGER GEB. BIEN JG. 1877 UNFREIWILLIG VERZOGEN 1939 WIEN DEPORTIERT, 1941 GHETTO OPATÓW-LAGÓW SCHICKSAL UNBEKANNT                                             | Peter-Tunner-Straße 18 ·                        | Cäcilia (Ziwye) Klinger, geborene Bien, wurde am 8. Juli 1879 in Przemysl geboren. Sie heiratete Nissan Klinger, das Paar kam einen Sohn, Herbert Klinger (geboren 1920). Ihre Wohnung in Leoben mussten sie 1938 zwangsweise verlassen. Sie wurden im 2. Wiener Gemeindebezirk zwangsweise in der Herminengasse 6 untergebracht. Im März 1941 mussten sie sich zu einer Schule in der Castellezgasse 35 in Wien begeben, einer Sammelstelle für Juden vor der Deportation. Von dort wurden Cäcilia Klinger und ihr Mann am 12. März 1941 zum Aspangbahnhof verbracht und mit dem Transport Nr. 5 nach Opatow in ein dortiges Ghetto deportiert. 992 Menschen wurden mit diesen Transport deportiert, nur 11 überlebten die Shoah. Cäcilia Klinger und ihr Mann haben nicht überlebt. Ihr Sohn Herbert Klinger konnte 1938 nach Palästina flüchten, Cäcilia und ihr Mann hätten mit einem Schiff kurze Zeit später folgen sollen, doch war ihnen die Ausreise nicht mehr möglich. |
|              | HIER WOHNTE HERBERT (ZWI) KLINGER JG. 1920 FLUCHT 1938 PALÄSTINA | Peter-Tunner-Straße 18 ·                        | Herbert (Zwi) Klinger wurde 1920 in Leoben geboren. Seine Eltern waren Nissan Klinger und Cäcilia, geborene Bien. Schon während der Schulzeit litt er, als einziges Kind mit jüdischen Glauben, unter antisemitischen Anfeindungen seitens der Lehrer und der Schüler. Er erlernte das Geigespielen. Nach dem Anschluss Österreichs wurde er Leoben festgenommen. Alles Gold wurde der Familie abgenommen. Herbert Klinger musste unterschreiben, dass er innerhalb von sieben Tagen das Land verlassen würde. Über einen Freund seines Vaters gelangte er zu jemanden, der illegale Überführungen nach Palästina machte. Für diesen wurde er tätig, machte Geldtransporte. Als es zu gefährlich wurde, wurde Herbert Klingers Abreise nach Palästina beschlossen. Seine Eltern sollten auf dem nächsten Schiff folgen. Bei einer Razzia in Wien kurz vor der Abreise, gab er sich als Arier aus und entging so den Häschern. Unmittelbar vor der Reichskristallnacht im November 1938, erfolgte die Abfahrt mit dem Schiff nach Palästina. Klinger erhielt noch ein Paket (den Pelzmantel seiner Mutter) und einige Briefe von seinen Eltern, dann brach der Kontakt ab. Eine Karte vom Roten Kreuz, abgestempelt in Polen, war der letzte Kontakt mit seinen Eltern. Die geplante Ausreise der Eltern nach Palästina konnte nicht mehr erfolgen. Beide wurden ermordet. Herbert Klinger starb am 24. Juni 2021, kurz vor der Verlegung der Stolpersteine für seine Eltern. Er hinterließ zwei Söhne. |
|              | HIER WOHNTE NISSAN KLINGER JG. 1879 DEPORTIERT 1938 DACHAU ENTLASSEN UNFREIWILLIG VERZOGEN 1939 WIEN DEPORTIERT 1941 GHETTO OPATÓW-LAGÓW SCHICKSAL UNBEKANNT                                | Peter-Tunner-Straße 18 ·                        | Nissan Klinger wurde am 21. Oktober 1879 in Przemysl geboren. Er war verheiratet mit Cäcilia, geborene Bien. Das Paar hatte den 1920 geborenen Sohn Herbert. Während der Novemberpogrome 1938 wurde er verhaftet und ins KZ Dachau deportiert. Die Wohnung in Leoben mussten sie zwangsweise verlassen. In Wien wurden sie in der Herminengasse 6 untergebracht. Im März 1941 mussten sie sich zu einer Schule in der Castellezgasse 35 in Wien begeben, einer Sammelstelle für Juden vor der Deportation. Von dort wurden Nissan Klinger und seine Frau am 12. März 1941 zum Aspangbahnhof verbracht und mit dem Transport Nr. 5 nach Opatow in ein dortiges Ghetto deportiert. 992 Menschen wurden mit diesen Transport deportiert, nur 11 überlebten die Shoah. Nissan Klinger und seine Frau haben nicht überlebt. Sein Sohn Herbert konnte 1938 mit einem illegalen Transport nach Palästina fliehen, Nissan Klinger und seine Frau hätten im nachfolgenden Schiff sein sollen, alles war vorbereitet, die Flucht misslang. |
|              | HIER WOHNTE GIDEON (HANS) ROEHR JG. 1921 FLUCHT 1938 GRIECHENLAND PALÄSTINA | Timmersdorfergasse 8 ·                          | Gideon Röhr wurde am 23. August 1921 als Hans Röhr in Leoben geboren. Seine Eltern waren der Schuhhändler Ludwig Röhr (geboren 1884) und Irene, geborene Weinberger (1888–1976), die aus einer kinderreichen Familie im südmährischen Podivín stammte. Seine Eltern hatten 1912 geheiratet. Hans Röhr hatte zwei ältere Brüder, Fritz (geboren 1914) und Karl (geboren 1916). Er war musikaff und bekam ab dem siebenten Lebensjahr Geigenunterricht. Später wechselte er zur Bratsche. Ludwig Röhr war bekennender Zionist und seine Begeisterung übertrug sich auf die Söhne, die sich dem Jugendbund Betar in Graz anschlossen. Hans Röhr besuchte die Handelsschule in Bruck an der Mur. Später arbeitete er in einem Schuhgeschäft in Wien, setzte aber seine musikalische Ausbildung am Wiener Konservatorium fort. In Wien erlebte er im März 1938 den sogenannten Anschluss Österreichs und die ersten antisemitischen Exzesse. Bereits im Juni 1938 verließ er die sogenannte Ostmark. Röhr zählte zu den 360 Betar-Mitgliedern im Alter von 15 bis 30 Jahren, die über die sogenannte Balkanroute nach Griechenland flüchten konnten und von dort mit einem Fischkutter nach Palästina gelangten. In seinen Erinnerungen ist zu lesen: „Den Rucksack am Rücken, meine Geige in der erhobenen rechten Hand, sprang ich aus dem Boot und kämpfte mich durch die Brandung an Land.“ In Palästina nannte er sich Gideon Röhr. Vorausschauend hatten seine Eltern bereits Anfang der 1930er Jahre Grundbesitz in Palästina erworben, unter anderem ein Haus am Mount Carmel in Haifa. Er arbeitete anfangs auf einer Orangenplantage und zog später nach Jerusalem, wo er ein Stipendium für das Konservatorium bekam. Er wurde ein erfolgreicher Geiger und trat in ganz Israel auf. 1942 heiratete er, der Ehe entstammten zwei Kinder. 1956 zog er nach Schweden und lernte dort seine zweite Frau, Margarete, kennen. Gideon Röhr starb am 1. März 2006 in Schweden. Auch seine Kernfamilie konnte überleben. Im Zuge der Novemberpogrome 1938 wurde sein Vater verhaftet und sein Leobner Geschäft wurde „arisiert“. Nach seiner Haftentlassung entschloss sich die ganze Familie zur ehestbaldigen Emigration nach Palästina. Zuerst kamen die Brüder in Haifa an. Auch Karl änderte seinen Vornamen, er nannte sich Jepheth Zinori, dann kamen seine Eltern, die in Haifa eine Wäscherei aufbauten. Nach 1945 besuchte Gideon Röhr noch zwei Mal Leoben. Der Komponist Clemens Neugebauer spielte mit seinen Schülern eine CD mit Kompositionen von Gideon Röhr ein. |
|              | HIER WOHNTE UND ARBEITETE IRENE „IRMA“ RÖHR GEB. WEINBERGER JG. 1888 FLUCHT 1939 PALÄSTINA                                                                                                  | Timmersdorfergasse 8 ·                          | Irene Röhr, geborene Weinberger (1888–) |
|              | HIER WOHNTE UND ARBEITETE LUDWIG RÖHR JG. 1884 FLUCHT 1939 PALÄSTINA | Timmersdorfergasse 8 ·                          | Ludwig Röhr (1884–) |
|              | HIER WOHNTE KLARA SCHECK GEB. POSAMENTIER JG. 1872 FLUCHT JUGOSLAWIEN TOT 1942 | Waasenplatz 1 ·                                 | Klara Scheck, geborene Posamentier, (eigentlich Schöck) wurde am 8. Mai 1872 in Oberzeiring im Bezirk Judenburg geboren. Sie war die Tochter des Judenburger Kaufmanns Abraham Posamentier und dessen Frau, Babette, geborene Kohn. Ihr Vater hatte es in Judenburg zu Ansehen gebracht. Er war Mitgründer und Förderer der städtischen Feuerwehr und Rettungsabteilung. 1894 heiratete sie den Leobner Kaufmann Moritz Schöck (1871–1936). Das Paar hatte zumindest eine Tochter, Bertha, geboren am 13. Februar 1899 in Leoben, 1915 heiratete diese den aus Mähren stammenden Max Werdisheim (1886–1943). Tochter und Schwiegersohn übernahmen die Führung des Geschäftes in der Kärntnerstraße 20 und führten es als Volkskaufhaus mit dem Namen „Zur größten Billigkeit“. Die Tochter Bertha bekam fünf Kinder, von denen eines zwei Monate nach der Geburt starb. Nach dem sogenannten Anschluss Österreichs an das Deutsche Reich machte der rapide zunehmende, auch amtlich verordnete Antisemitismus den österreichischen Juden das Arbeiten und Weiterleben im Lande unmöglich. Im Oktober 1938 flüchtete der Schwiegersohn nach Jugoslawien, das Kaufhaus wurde „arisiert“. Klara Scheck, ihre Tochter und die drei jüngsten Enkelkinder waren vorerst in Leoben geblieben, mussten aber auf Anordnung der neuen Machthaber im März 1939 ihr Haus und die Stadt verlassen. Sie zogen in eine Sammelwohnung nach Wien, konnten aber mit Hilfe von Schleppern, organisiert vom Schwiegersohn, im September 1939 nach Jugoslawien flüchten. Dort wurde sie nach dem Einmarsch Deutscher Truppen festgenommen. Klara Scheck wurde 1942 in Čapljina, Bosnien und Herzegowina, ermordet. Auch ihre Tochter, ihr Schwiegersohn und die beiden Enkelsöhne wurden im Zuge der Shoah ermordet. Überleben konnten die Enkeltöchter, Gertrude in Palästina und Alice versteckt in Jugoslawien. |
|              | HIER STUDIERTE DAVID SPIESS JG. 1909 DER UNIVERSITÄT VERWIESEN 1938 DEPORTIERT NOV. 1938 DACHAU SCHICKSAL UNBEKANNT                                                                         | Franz Josef-Straße 18 · (Montanuniversität) ·   | David Spiess wurde 1909 in Gologory, Polen, geboren. Sein Vater war Josef Spieß, der Inhaber eines Geschäftes in Leoben war. Spiess absolvierte die Matura am Leobner Bundesrealgymnasium und studierte ab 1930 an der Fachschule für Bergwesen, der heutigen Montanuniversität Leoben. Diese Bildungsstätte galt schon früh als Hochburg des Nationalsozialismus, 86 % der Studierenden gehörten der NSDAP an. Bereits in den 1920er Jahren wurde die Inskription jüdischer Studenten verweigert oder durch bürokratische Maßnahmen verzögerten. Die rechtsgerichteten Studenten verteilten regelmäßig radikale Flugblätter und hissten die Hakenkreuzfahne. 1934 wurde auf ein Geschäft jüdischer Eigentümer ein Sprengstoffanschlag verübt. David Spiess war maßgeblich an der Gründung der Leobner Ortsgruppe „Brith Trumpeldor“ des Jüdischen Pfadfinderbundes beteiligt. Der zionistische Verein, als dessen Proponent er auftrat, gewann dreißig Mitglieder und positionierte sich als Gegenpol zu den Nazi-Studenten. Brith Trumpeldor förderte die Pflege der jüdischen Sprache und der jüdischen Geschichte sowie Sport und Selbstverteidigung. Im Zuge der Novemberpogrome 1938 kam es auch in Leoben zu gewaltsamen Ausschreitungen gegen die jüdische Bevölkerung. Insgesamt wurden 28 Kaufhäuser, die jüdischen Besitzern zugeschrieben wurden, demoliert und in der Folge „arisiert“. Darunter befand sich auch das Geschäft des Vaters von David Spiess. Am 12. November wurden er und sein Vater verhaftet und gemeinsam mit weiteren dreizehn Männern in das Konzentrationslager Dachau deportiert. Das weitere Schicksal beider ist ungeklärt. |
|              | HIER ARBEITETE SIMON TREVISANI JG. 1884 IM WIDERSTAND GEWERKSCHAFT, KPÖ VERHAFTET 11. 7. 1944 GESTAPO LEOBEN, GRAZ TOT 12. 7. 1944 TODESURSACHE NIE GEKLÄRT                                 | Ignaz Buchmüller-Platz 2 ·                      | Simon Trevisani, geboren am 9. Dezember 1884, war Bäcker in Leoben-Leitendorf. Er war 1901 aus dem Bezirk Wolfsberg zugewandert. In der Ersten Republik betätigte Trevisani sich als Gewerkschaftsfunktionär. Später war er als Widerstandskämpfer innerhalb der Österreichischen Freiheitsfront tätig. Simon Trevisani wurde am 11. Juli 1944 von der Gestapo verhaftet und zum Verhör nach Graz überstellt, wo er tags darauf unter nicht zu klärenden Umständen ums Leben kam. Die offizielle Todesursache lautete „Selbstmord in der Zelle“. Ob Simon Trevisani ermordet, zu Tode gefoltert oder in den Suizid getrieben wurde, lässt sich nicht mehr eruieren. |
|              | HIER LEBTE FRANZ TSCHOGGL JG. 1926 ZEUGE JEHOVAS GETRENNT VON ELTERN 1939 ZWANGSUNTERGEBRACHT KINDERHEIM DONAWITZ 1940 KIRCHBERG/RAAB ZWANGSREKRUTIERT 1944 ERSCHOSSEN 19.9.1944 KOPENHAGEN | Kerpelystraße 21 · (Direktion der Stadtwerke) · | Franz Tschoggl wurde am 26. April 1926 in Leoben geboren. Er war der älteste Sohn von Johann Tschoggl und dessen Frau Juliane. Er hatte zwei Brüder, Rudolf (geboren 1927) und Maximilian (geboren 1929). Im Jahr 1934 schlossen sich seine Eltern der Bibelforscherbewegung an. Vier Jahre später wurden Franz Tschoggl und seine Brüder den Eltern weggenommen. Sie kamen in ein Umerziehungsheim in Donawitz, einem Stadtteil von Leoben. Dort wurden sie misshandelt. Um sie schließlich ganz den Eltern zu entziehen, die weiterhin Kontakt zu ihren Kindern hielten, wurden sie zu drei verschiedenen Bauern in der Oststeiermark gegeben. Keiner der drei wusste vom anderen, wo er sich befand, auch die Eltern wurden nicht informiert. Franz Tschoggl kam zu Pflegeeltern nach Trössengraben. 1944 kehrte er nach Leoben/Donawitz zurück, arbeitete kurz als Geschäftsdiener in einem Gemischtwarengeschäft. Es gab mehrere Einberufungsbefehle, doch verweigerte er sich. Am 27. Juli 1944 wurde Franz Tschoggl von der SS verhaftet. Er wurde nach Kiel gebracht, von dort schickte er noch mehrere Postkarten. Am 13. August 1944 schrieb er, dass er an einen anderen Ort gebracht wurde, aber nicht wüsste, wo er sei. Ab dem 25. August 1944 befand er sich im Krankenhaus, wegen Angina. Weitere Briefe folgen, der Inhalt scheint verwirrt. So schreibt er “… in Kiel wahr ich bei 4 so Tieren, die mich fast zerrissen haben, dadurch bin ich heute noch in Behandlung”. Teilweise schrieb er verschlüsselte Briefe, so schrieb er „die HJ wird mir sicherlich helfen“, wobei HJ für Herr Jehova stand oder aber auch „euer ewig (treu) denkender Franz“, und teilte so mit, dass er bei seinen Prinzipien bliebe. In folgenden Briefen schrieb er, dass er vor das Kriegsgericht käme, dann, dass es gut für ihn gelaufen wäre, er aber noch mal vor das Kriegsgericht müsse (Brief vom 18. September 1944). Die war der letzte Brief, den seinen Eltern von ihm erhielten. In einem folgenden Brief teilte ein Kapitänleutnant Habermann den Eltern mit, Franz Tschoggl wäre bei einem Straßenkampf gefallen, nachdem er im Juli der Kriegsmarine beigetreten wäre. Dieser Nachricht folgte eine weitere, Nachricht, die die Eltern darüber informierte, dass der Verbleib des Sohnes unbekannt wäre. Tatsächlich war Tschoggl in Kopenhagen vor das Kriegsgericht gekommen und dort zum Tod durch Erschießen wegen Wehrdienstverweigerung verurteilt worden. Franz Tschoggl wurde am 19. September 1944 in Kopenhagen erschossen. Von den Geschwistern überlebte einzig Maximilian Tschoggl. Sein Bruder Rudolf wurde ebenfalls erschossen. |
|              | HIER LEBTE MAXIMILIAN TSCHOGGL JG. 1929 ZEUGE JEHOVAS GETRENNT VON ELTERN 1939 ZWANGSUNTERGEBRACHT KINDERHEIM DONAWITZ 1940 EDELSBACH FREIGEKOMMEN 1943                                     | Kerpelystraße 21 · (Direktion der Stadtwerke) · | Maximilian Tschoggl wurde am 4. Oktober 1929 in Leoben geboren. Er war der jüngste Sohn von Johann Tschoggl und dessen Frau Juliane. Er hatte zwei Brüder, Franz (geboren 1926) und Rudolf (geboren 1927). Im Jahr 1934 schlossen sich seine Eltern der Bibelforscherbewegung an. Vier Jahre später wurden Maximilian Tschoggl und seine Brüder den Eltern weggenommen. Sie kamen in ein Umerziehungsheim in Donawitz, einem Stadtteil von Leoben. Dort wurden sie misshandelt, um sie schließlich ganz den Eltern zu entziehen, die weiterhin Kontakt zu ihren Kindern hielten, wurden sie zu drei verschiedenen Bauern in der Oststeiermark gegeben. Keiner der drei wusste vom anderen, wo er sich befand, auch die Eltern wurden nicht informiert. Maximilian Tschoggl kam zu Pflegeeltern nach Edelsbach bei Feldbach, wo er dann auch von 1940 bis 1943 die Schule besuchte. Von dort holte ihn seine Mutter ab. In Leoben war Tschoggl dann bei der Deutschen Arbeitsfront. Ursprünglich wollte er Mechaniker werden, da er aber schon in der Landwirtschaft gearbeitet hatte, konnte er nur noch in der “verfeinerten Landwirtschaft” (Gärtnerei) arbeiten. Maximilian Tschoggl war der einzige seiner Brüder, der überlebte. Er wurde Vater von fünf Söhnen und ist zusammen mit seinem Sohn Friedrich als Zeitzeuge in Schulen unterwegs |
|              | HIER LEBTE RUDOLF TSCHOGGL JG. 1927 ZEUGE JEHOVAS GETRENNT VON ELTERN 1939 ZWANGSUNTERGEBRACHT KINDERHEIM DONAWITZ 1940                                                                     | Kerpelystraße 21 · (Direktion der Stadtwerke) · | Rudolf Tschoggl wurde am 15. Mai 1927 in Leoben geboren. Seine Eltern waren Johann Tschoggl und dessen Frau Juliane. Er hatte zwei Brüder, Franz (geboren 1926) und Maximilian (geboren 1929). Im Jahr 1934 schlossen sich seine Eltern der Bibelforscherbewegung an. Vier Jahre später wurden Maximilian Tschoggl und seine Brüder den Eltern weggenommen. Sie kamen in ein Umerziehungsheim in Donawitz, einem Stadtteil von Leoben. Dort wurden sie misshandelt, um sie schließlich ganz den Eltern zu entziehen, die weiterhin Kontakt zu ihren Kindern hielten, wurden sie zu drei verschiedenen Bauern in der Oststeiermark gegeben. Keiner der drei wusste vom anderen, wo er sich befand, auch die Eltern wurden nicht informiert. Rudolf Tschoggl wurde am 15. Mai 1940 zu Pflegeeltern nach Grasdorf bei Jagerberg gebracht. Rudolf Tschoggl putzte sein Fahrrad, neben ihm putzte ein weiterer Junge sein Flobertgewehr. Dieser setzte es Tschoggl an den Kopf und drückte ab. Rudolf Tschoggl kam sofort in das Landeskrankenhaus Graz, wo er, das Sakrament verweigernd, noch am selben Tag, dem 15. Mai 1942, starb. Von seinen Brüdern überlebte nur Maximilian die Zeit des Nationalsozialismus, sein Bruder Franz Tschoggl wurde wegen Wehrdienstverweigerung erschossen. |
|              | HIER WOHNTE AURELIA WEINBERGER JG. 1876 UNFREIWILLIG VERZOGEN 1939 WIEN DEPORTIERT 1941 ŁÓDŹ / LITZMANNSTADT ERMORDET                                                                       | Timmersdorfergasse 3                            | Aurelia Weinberger (1876–1941/45) |
|              | HIER WOHNTE IDA WEINBERGER JG. 1874 UNFREIWILLIG VERZOGEN 1939 WIEN DEPORTIERT 1941 ŁÓDŹ / LITZMANNSTADT ERMORDET                                                                           | Timmersdorfergasse 3                            | Ida Weinberger (1874–1941/45) |
|              | HIER WOHNTE ALICE SONJA WERDISHEIM JG. 1933 UNFREIWILLIG VERZOGEN 1938 WIEN FLUCHT JUGOSLAWIEN ÜBERLEBT                                                                                     | Waasenplatz 1 ·                                 | Alice Sonja Werdisheim (1933–) |
|              | HIER WOHNTE BERTA WERDISHEIM GEB. SCHECK JG. 1885 UNFREIWILLIG VERZOGEN 1938 WIEN FLUCHT JUGOSLAWIEN SCHICKSAL UNBEKANNT                                                                    | Waasenplatz 1 ·                                 | Berta Werdisheim, geboren als Schöck am 8. Dezember 1895 in Leoben, gestorben 1942 in Jugoslawien, war die Tochter der Leobner Kaufleute Max und Klara Schöck. Sie war verheiratet mit dem Leobner Kaufmann Max Werdisheim. Nach dem Anschluss mussten sie mit ihren Kindern Harry Peter und Walter Hans nach Wien übersiedeln (letzte Adresse Lilienbrunngasse 9). Berta Werdisheim floh mit ihren Kindern nach Jugoslawien, wo bereits ihre Mutter war. Nach dem Einmarsch Deutscher Truppen starb sie in einem Lager. |
|              | HIER WOHNTE HARRY PETER WERDISHEIM JG. 1938 UNFREIWILLIG VERZOGEN 1938 WIEN FLUCHT JUGOSLAWIEN SCHICKSAL UNBEKANNT                                                                          | Waasenplatz 1 ·                                 | Harry Peter Werdisheim, geboren am 5. Mai 1938 in Leoben, gestorben 1943 auf der Insel Rab in Jugoslawien, war Sohn von Berta und Max Werdisheim und Zwillingsbruder von Walter Hans. Er musste mit seinen Eltern und seinem Bruder nach Wien ziehen. Berta Werdisheim floh mit den Zwillingen nach Jugoslawien. Nach dem Überfall der Deutschen Wehrmacht in Jugoslawien wurde er mit seinem Bruder auf der Insel Rab ermordet. |
|              | HIER WOHNTE MAX WERDISHEIM JG. 1886 UNFREIWILLIG VERZOGEN 1938 WIEN FLUCHT JUGOSLAWIEN DEPORTIERT 6.2.1942 RIGA-KAISERWALD ERMORDET 1943                                                    | Waasenplatz 1 ·                                 | Max Werdisheim, geboren am 19. Jänner 1886 in Triesch (Mähren), gestorben 1942 in Riga, war Kaufmann am Leobner Waasenplatz 1. Er war verheiratet mit Berta, geb. Schöck, und war Vater von Harry Peter und Walter Hans. Max Werdisheim versuchte bereits im April 1938 auszureisen, doch wurde ihm ein Reisepass von der Gestapo verweigert. Im März 1939 musste er mit seiner Familie nach Wien übersiedeln, die letzte Adresse war die Lilienbrunngasse 9. Er wurde am 6. Februar 1942 nach Riga deportiert und dort ermordet. |
|              | HIER WOHNTE WALTER HANS WERDISHEIM JG. 1938 UNFREIWILLIG VERZOGEN 1938 WIEN FLUCHT JUGOSLAWIEN SCHICKSAL UNBEKANNT                                                                          | Waasenplatz 1 ·                                 | Walter Hans Werdisheim, geboren am 5. Mai 1938 in Leoben, gestorben 1943 auf der Insel Rab in Jugoslawien, war Sohn von Berta und Max Werdisheim und Zwillingsbruder von Harry Peter. Er musste mit seinen Eltern und seinem Bruder nach Wien ziehen. Berta Werdisheim floh mit den Zwillingen nach Jugoslawien. Nach dem Überfall der Deutschen Wehrmacht in Jugoslawien wurde er mit seinem Bruder auf der Insel Rab ermordet. |

## Verlegedaten

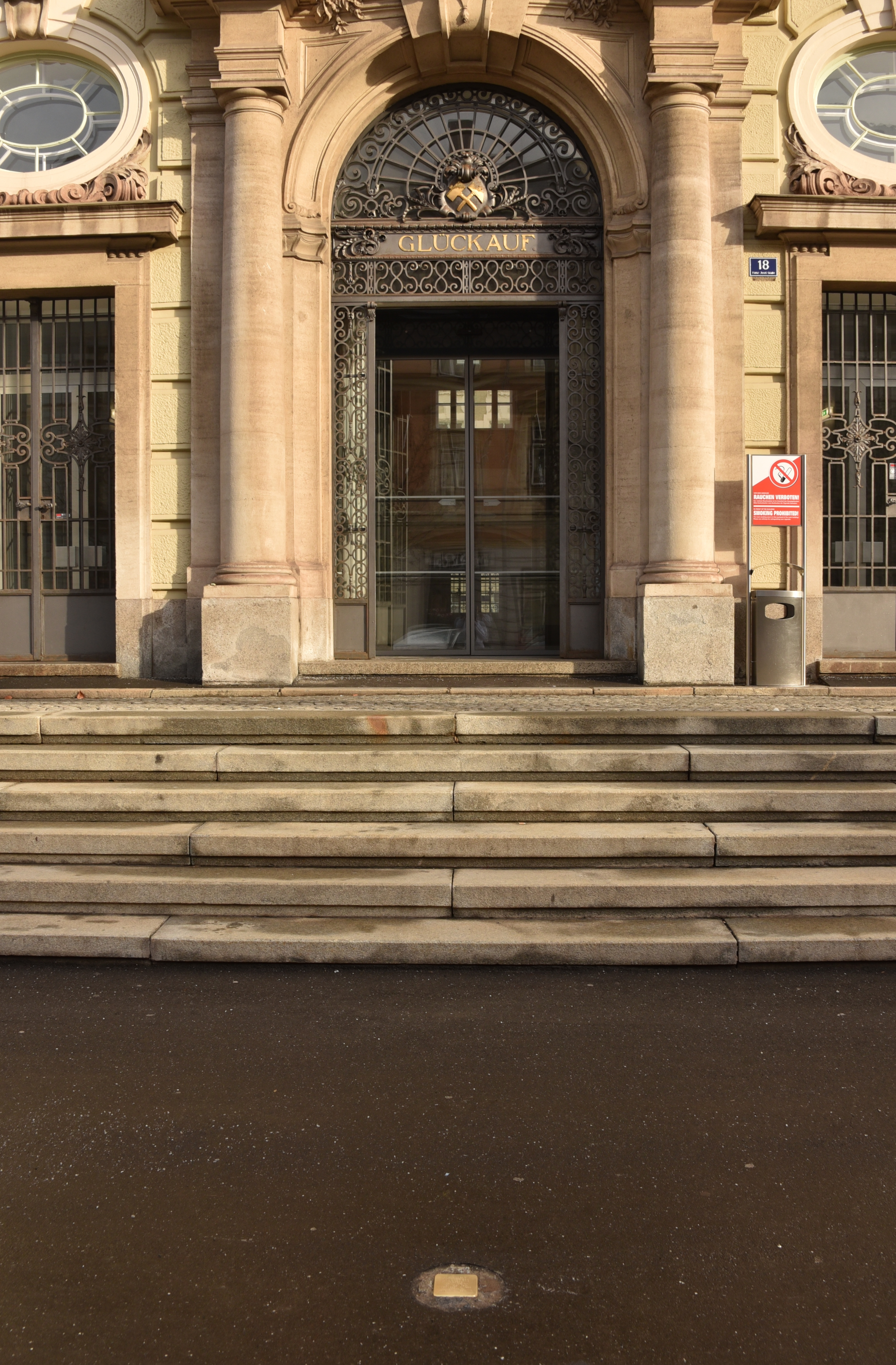
Stolperstein vor der Leobner Montanuniversität

In der Bezirkshauptstadt Leoben gab es folgende Verlegungen:
- 27. November 2018: Ignaz Buchmüller-Platz 2
- 19. September 2019: Franz Josef-Straße 18, Lorberaustraße 11, Timmersdorfergasse 8, Waasenplatz 1
- 19. Oktober 2020: Franz Josef-Straße 14, Kerpelystraße 21[33][34]
- 5. Juli 2021: Peter-Tunner-Straße 18
- 21. September 2023: Timmersdorfergasse 8 (Irene und Ludwig Röhr)
- 12. September 2024: Timmersdorfergasse 3